# Mont Hubbard
El Mont Hubbard (en anglès Mount Hubbard), amb els seus 4.557 msnm, és un dels principals cims de les Muntanyes Saint Elias i la desena més alta del Canadà. Es troba a la fronterea entre Alaska i el Yukon; el vessant canadenc forma part de la Reserva i Parc Nacional de Kluane, mentre l'estatunidenca forma part del Parc i Reserva Nacionals Wrangell - Saint Elias. La muntanya fou batejada el 1890 pel geòleg de l'USGS Israel Russell en honor de Gardiner Greene Hubbard, primer president de la National Geographic Society, que havia co-patrocinat l'expedició de Russell.
El Hubbard és el punt culminant d'un gran massís que conté dos altres grans cims, el Mont Alverstone i el Mont Kennedy, tots ells amb més de 4.000 msnm. L'Alverstone i el Hubbard formen una cantonada de la frontera entre el Canadà i els Estats Units: la frontera s'estén aproximadament al sud d'aquests pics cap a l'Alaska panhandle, i es dirigeix a l'est, cap al Mont Saint Elias, situat a uns 100 quilòmetres. La glacera Hubbard separa el Mont Hubbard del Mont Vancouver, a l'oest, mentre la glacera Lowell es troba a l'est del pic.
El Mont Hubbard és el vuitè cim més alt dels Estats Units i el dotzè al Canadà.. És destacable el seu desnivell en molt poca distància. Així, la seva cara oest s'eleva 2.286 m des de la glacera Alverstone en menys de 3,2 quilòmetres, i el cim s'eleva en 3.350 metres sobre la glacera Hubbard Glacier, per la cara sud-oest, en tan sols 11 quilòmetres. El Mont Hubbard es troba a poc més de 30 quilòmetres del mar, a la [[badia Disenchantment]]. Amb tot, malgrat aquests grans desnivells sobtats cap a l'oest, la cara est ofereix una llarga però accessible ruta fins al cim.